# Шелангер (присілок)
Шеланге́р (рос. Шелангер, марій. Шолэҥер) — присілок у складі Звениговського району Марій Ел, Росія. Входить до складу Шелангерського сільського поселення.

## Населення
Населення — 104 особи (2010; 82 у 2002).
Національний склад (станом на 2002 рік):
- марі — 89 %